# Comuna Isaikî, Bohuslav
Isaikî (în ucraineană Ісайки) este o comună în raionul Bohuslav, regiunea Kiev, Ucraina, formată din satele Iațiukî și Isaikî (reședința).

## Demografie
Componența lingvistică a comunei Isaikî
     Ucraineană (99,53%)
     Alte limbi (0,47%)
Conform recensământului din 2001, majoritatea populației comunei Isaikî era vorbitoare de ucraineană (99,53%), existând în minoritate și vorbitori de alte limbi.